# Faleh Naji Jarallah
Faleh Naji Jarallah (né en 1950) est un athlète irakien, spécialiste des courses de demi-fond.

## Biographie
Il remporte la médaille d'or du 800 mètres lors des Championnats d'Asie 1979, à Tokyo, et s'adjuge par ailleurs le titres du 1 500 m des Jeux asiatiques de 1982 à New Delhi.

### Palmarès
| Date | Compétition         | Lieu      | Résultat | Épreuve | Performance   |
| ---- | ------------------- | --------- | -------- | ------- | ------------- |
| 1978 | Jeux asiatiques     | Bangkok   | 2e       | 800 m   | 1 min 49 s 7  |
| 1979 | Championnats d'Asie | Tokyo     | 1er      | 800 m   | 1 min 49 s 5  |
| 1982 | Jeux asiatiques     | New Delhi | 3e       | 800 m   | 1 min 47 s 73 |
| 1982 | Jeux asiatiques     | New Delhi | 1er      | 1 500 m | 3 min 43 s 49 |

### Records
| Épreuve | Performance   | Lieu      | Date             |
| ------- | ------------- | --------- | ---------------- |
| 800 m   | 1 min 47 s 73 | New Delhi | 26 novembre 1982 |
| 1 500 m | 3 min 43 s 49 | New Delhi | 2 décembre 1982  |